# Regional Preferente de La Rioja 1992-93
La temporada 1992-93 de Regional Preferente de La Rioja era el quinto y último nivel de las Ligas de fútbol de España para los clubes de La Rioja, por debajo de la Tercera División de España.

## Sistema de competición
Los 24 equipos se reparten en dos grupos, que se enfrentan a doble vuelta, una vez en casa y otra en el campo del equipo rival, todos contra todos.
Los cuatro primeros clasificados de cada grupo pasan a una fase de ascenso, en modo liguilla, enfrentándose también todos contra todos a doble vuelta. El campeón de esta liguilla asciende a Tercera División. El segundo clasificado se enfrentará en un playoff a ida y vuelta contra el segundo clasificado de la Preferente de Navarra. El ganador de este playoff también consigue el ascenso.
Si ascendieran desde el grupo XV de Tercera División más equipos de los que descendieran desde Segunda B, habría más plazas de ascenso, que obtendrían los siguientes clasificados de la fase de ascenso.

## Grupo Rioja Alta[1]
| Pos. | Equipo                | Pts. | PJ | G  | E | P  | GF | GC | Dif. |                                              |
| ---- | --------------------- | ---- | -- | -- | - | -- | -- | -- | ---- | -------------------------------------------- |
| 1    | C. D. Berceo (C)      | 34   | 22 | 16 | 2 | 4  | 70 | 23 | +47  | Fase de ascenso a Tercera                    |
| 2    | Náxara C. D.          | 32   | 22 | 15 | 2 | 5  | 48 | 15 | +33  | Fase de ascenso a Tercera                    |
| 3    | C. D. Cenicero        | 32   | 22 | 15 | 2 | 5  | 71 | 33 | +38  | Fase de ascenso a Tercera                    |
| 4    | C. D. La Calzada      | 32   | 22 | 15 | 2 | 5  | 50 | 22 | +28  | Fase de ascenso a Tercera                    |
| 5    | Peña Balsamaiso C. F. | 28   | 22 | 13 | 2 | 7  | 51 | 28 | +23  |                                              |
| 6    | C. D. San Marcial     | 25   | 22 | 11 | 3 | 8  | 45 | 40 | +5   |                                              |
| 7    | C. D. San Lorenzo     | 24   | 22 | 10 | 4 | 8  | 41 | 36 | +5   |                                              |
| 8    | C. D. Tedeón          | 15   | 22 | 5  | 5 | 12 | 29 | 55 | −26  | El club no compite en la siguiente temporada |
| 9    | C. D. Bañuelos        | 14   | 22 | 7  | 0 | 15 | 24 | 52 | −28  |                                              |
| 10   | Cerezo C. F.          | 11   | 22 | 5  | 1 | 16 | 32 | 83 | −51  | El club no compite en la siguiente temporada |
| 11   | C. D. El Cortijo      | 10   | 22 | 3  | 4 | 15 | 15 | 49 | −34  |                                              |
| 12   | C. Atlético Riojano   | 7    | 22 | 3  | 1 | 18 | 36 | 77 | −41  |                                              |

 Fuente: www.futbol-regional.es

## Grupo Rioja Baja[2]
| Pos. | Equipo                     | Pts. | PJ | G  | E | P  | GF | GC | Dif. |                                              |
| ---- | -------------------------- | ---- | -- | -- | - | -- | -- | -- | ---- | -------------------------------------------- |
| 1    | Yagüe C. F. (C)            | 39   | 22 | 18 | 3 | 1  | 58 | 15 | +43  | Fase de ascenso a Tercera                    |
| 2    | C. D. Autol                | 35   | 22 | 16 | 3 | 3  | 58 | 22 | +36  | Fase de ascenso a Tercera                    |
| 3    | C. D. Calahorra Promesas   | 31   | 22 | 14 | 3 | 5  | 44 | 21 | +23  | Fase de ascenso a Tercera                    |
| 4    | C. D. Aldeano              | 25   | 22 | 9  | 7 | 6  | 42 | 25 | +17  | Fase de ascenso a Tercera                    |
| 5    | C. D. Arnedo Promesas      | 23   | 22 | 9  | 5 | 8  | 33 | 30 | +3   |                                              |
| 6    | C. F. Rápid                | 23   | 22 | 10 | 3 | 9  | 34 | 48 | −14  |                                              |
| 7    | C. D. Cerverano            | 20   | 22 | 9  | 2 | 11 | 37 | 45 | −8   |                                              |
| 8    | C. C. D. Alberite          | 16   | 22 | 5  | 6 | 11 | 31 | 41 | −10  |                                              |
| 9    | C. D. Pradejón             | 15   | 22 | 5  | 5 | 12 | 21 | 37 | −16  |                                              |
| 10   | C. D. Agoncillo            | 15   | 22 | 5  | 5 | 12 | 26 | 47 | −21  |                                              |
| 11   | C. D. Alfaro Promesas      | 14   | 22 | 6  | 2 | 14 | 22 | 42 | −20  |                                              |
| 12   | C. At. River Ebro Promesas | 8    | 22 | 3  | 2 | 17 | 22 | 55 | −33  | El club no compite en la siguiente temporada |

 Fuente: www.futbol-regional.es

## Fase de Ascenso[3]
| Pos. | Equipo                   | Pts. | PJ | G | E | P  | GF | GC | Dif. |                                              |
| ---- | ------------------------ | ---- | -- | - | - | -- | -- | -- | ---- | -------------------------------------------- |
| 1    | C. D. Berceo (A)         | 22   | 14 | 9 | 4 | 1  | 24 | 7  | +17  | Ascenso a Tercera                            |
| 2    | Yagüe C. F.              | 21   | 14 | 9 | 3 | 2  | 38 | 15 | +23  | Promoción de ascenso a Tercera               |
| 3    | C. D. Calahorra Promesas | 10   | 14 | 4 | 2 | 8  | 17 | 23 | −6   |                                              |
| 4    | C. D. Cenicero           | 16   | 14 | 6 | 4 | 4  | 26 | 22 | +4   |                                              |
| 5    | Náxara C. D.             | 14   | 14 | 5 | 4 | 5  | 17 | 22 | −5   |                                              |
| 6    | C. D. Calahorra Promesas | 10   | 14 | 4 | 2 | 8  | 17 | 23 | −6   |                                              |
| 7    | C. D. Aldeano            | 6    | 14 | 2 | 2 | 10 | 9  | 41 | −32  |                                              |
| 8    | C. D. Autol              | 4    | 14 | 1 | 2 | 11 | 5  | 24 | −19  | El club no compite en la siguiente temporada |

 Fuente: futbol-regional.es

## Promoción de ascenso
| Equipo 1        | Agr. | Equipo 2    | Ida | Vuelta |
| --------------- | ---- | ----------- | --- | ------ |
| C. D. Ablitense | 3-5  | Yagüe C. F. | 1-2 | 2-3    |

| Ida; 13 de junio de 1993 | C. D. Ablitense | 1-2 | Yagüe C. F. |  |  |

| Vuelta; 20 de junio de 1993 | Yagüe C. F. | 3-2 (Global 5-3) | C. D. Ablitense |  |  |

| Asciende el Yagüe C. F. |